# Best of the Beast
Best of the Beast (превод: Најбоље од звери) је први компилацијски албум британске групе Ајрон Мејден, издат 1996. године у три формата: винил са 34 песме (4 плоче), дупли компакт-диск са 27 песама и компакт-диск са 16 песама. Листа песама је састављена углавном од највећих хитова (синглова) и најпознатијих песама са албума из периода 1980-1995, али такође укључује нови сингл (Virus). Нова верзија песма "Afraid to Shoot Strangers" се такође налази на овом албуму. 
На верзији албума као дуплог компакт-диска се налазе два демо снимка из 1979. године са њиховог демо албума The Soundhouse Tapes ("Iron Maiden" и "Strange World", од којих друга песма није претходно издата). Верзија винила са 4 плоче данас представља велику реткост и њена вредност свакодневно расте на аукцијским веб-сајтовима. Вредност стандардног издања се није много променила и може се мењати са Edward the Great у већини земаља.
Насловну страну албума је урадио Дерек Ригс, који је урадио и већину насловних страна Ајрон мејден албума. Ова насловна страна представља амалгам његових најпознатијих радова са групом - представљен је Еди (маскота) са Piece of Mind, Powerslave, Somewhere in Time и No Prayer for the Dying ера као и са "The Trooper", Live After Death и Killers насловних страна албума.

## Листа песама

### Стандардно издање CD
| 1. "The Number of the Beast" 2. "Can I Play With Madness" 3. "Fear of the Dark" (Live) 4. "Run to the Hills" 5. "Bring Your Daughter... to the Slaughter" 6. "The Evil that Men Do" 7. "Aces High" 8. "Be Quick or Be Dead" 9. "2 Minutes to Midnight" 10. "Man on the Edge" 11. "Virus" 12. "Running Free" (Live) 13. "Wasted Years" 14. "The Clairvoyant" 15. "The Trooper" 16. "Hallowed Be Thy Name" | Напомене - Песме 1, 4 и 16 узете из The Number of the Beast (1982) - Песма 15 узета из Piece of Mind (1983) - Песме 7 и 9 узете из Powerslave (1984) - Песма 12 узета из Live After Death (1985) - Песма 13 узета из Somewhere in Time (1986) - Песме 2, 6 и 14 узете Seventh Son of a Seventh Son (1988) - Песма 5 узета из No Prayer for the Dying (1990) - Песма 8 узета из Fear of the Dark (1992) - Песма 3 узета из A Real Live One (1993) - Песма 10 узета из The X Factor (1995) - Песма 11 је нова песма снимљена за ову компилацију (1996) |

### Ограничено издање CD
| 1. "Virus" 2. "Sign of the Cross" 3. "Man on the Edge" 4. "Afraid to Shoot Strangers" (Live) 5. "Be Quick or Be Dead" 6. "Fear of the Dark" (Live) 7. "Bring Your Daughter... to the Slaughter" 8. "Holy Smoke" 9. "The Clairvoyant" 10. "Can I Play with Madness" 11. "The Evil that Men Do" 12. "Heaven Can Wait" 13. "Wasted Years" 1. "Rime of the Ancient Mariner" (Live) 2. "Running Free" (Live) 3. "2 Minutes to Midnight" 4. "Aces High" 5. "Where Eagles Dare" 6. "The Trooper" 7. "The Number of the Beast" 8. "Run to the Hills" 9. "Hallowed Be Thy Name" 10. "Wrathchild" 11. "Phantom of the Opera" 12. "Sanctuary" 13. "Strange World" 14. "Iron Maiden" | Напомене Диск један - Песма 1 је нова песма снимљена за ову компилацију (1996) - Песме 2 и 3 узете из The X Factor (1995) - Песма 4 није издата раније, а снимљена је уживо 1995. године - Песма 5 узета из Fear of the Dark (1992) - Песма 6 узета из A Real Live One (1993) - Песме 7 и 8 узете из No Prayer for the Dying (1990) - Песме 9 - 11 узете из Seventh Son of a Seventh Son (1988) - Песме 12 и 13 узете из Somewhere in Time (1986) Диск два - Песме 1 и 2 узете из Live After Death (1985) - Песме 3 и 4 узете из Powerslave (1984) - Песме 5 & 6 узете из Piece of Mind (1983) - Песме 7 - 9 узете из The Number of the Beast (1982) - Песма 10 узета из Killers (1981) - Песме 11 и 12 узете из Iron Maiden (1980) - Песма 14 узета из The Soundhouse Tapes (1979) - Песма 13 није претходно званично издат,а а узета је са демо албума The Soundhouse Tapes |

### Ограничено издање винил
| 1. "Virus" 2. "Sign of the Cross" 3. "Afraid to Shoot Strangers" (Live) 4. "Man on the Edge" 5. "Be Quick Or Be Dead" 6. "Fear of the Dark" (Live) 7. "Holy Smoke" 8. "Bring Your Daughter... to the Slaughter" 1. "Seventh Son of a Seventh Son" 2. "Can I Play with Madness" 3. "The Evil that Men Do" 4. "The Clairvoyant" 5. "Heaven Can Wait" 6. "Wasted Years" 7. "2 Minutes to Midnight" 8. "Running Free" (Live) 1. "Rime of the Ancient Mariner" (Live) 2. "Aces High" 3. "Where Eagles Dare" 4. "The Trooper" 5. "The Number of the Beast" 6. "Revelations" (Live) 7. "The Prisoner" 8. "Run to the Hills" 9. "Hallowed Be Thy Name" 1. "Wrathchild" 2. "Killers" 3. "Remember Tomorrow" 4. "Phantom of the Opera" 5. "Sanctuary" 6. "Prowler" 7. "Invasion" 8. "Strange World" 9. "Iron Maiden" | Напомене Плоча један - Песма 1 је нова песма снимљена за ову компилацију (1996) - Песме 2 и 4 узете из The X Factor (1995) - Песма 3 није издата раније, а снимљена је уживо 1995. године - Песма 5 узета из Fear of the Dark (1992) - Песма 6 узета из A Real Live One (1993) - Песме 7 и 8 узете из No Prayer for the Dying (1990) Плоча два - Песме 1 - 4 узете из Seventh Son of a Seventh Son (1988) - Песме 5 и 6 узете из Somewhere in Time (1986) - Песма 7 узета из Powerslave (1984) - Песма 8 узета из Live After Death (1985) Плоча три - Песма 1 узета из Live After Death (1985) - Песма 2 узета из Powerslave (1984) - Песме 3 и 4 узете из Piece of Mind (1983) - Песме 5, 7 - 9 узете из The Number of the Beast (1982) - Песма 6 није издата раније, а снимљена је уживо 1982. Плоча четири - Песме 1 & 2 узете из Killers (1981) - Песме 3 - 5 узете из Iron Maiden (1980) - Песме 6, 7 и 9 узете из The Soundhouse Tapes (1979) - Песма 8 није претходно званично издата, а узета је са демо албума The Soundhouse Tapes |